# Новий Ковиляй
Новий Ковиля́й (рос. Новый Ковыляй, ерз. Новый Ковыляй) — село у складі Єльниківського району Мордовії, Росія. Входить до складу Новоямського сільського поселення.
Населення — 77 осіб (2010; 105 у 2002).
Національний склад (станом на 2002 рік):
- росіяни — 73 %